# Kỳ băng hà

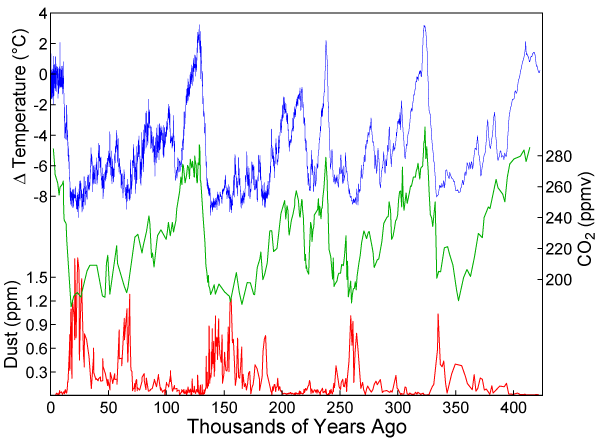
Những biến đổi về CO_{2}, nhiệt độ và bụi từ lõi băng ở trạm nghiên cứu Vostok trong 400.000 năm qua

Kỳ băng hà là một giai đoạn giảm nhiệt độ lâu dài của khí hậu Trái Đất, dẫn tới sự mở rộng của các dải băng lục địa, các dải băng vùng cực và các sông băng trên núi ("sự đóng băng"), thường nằm trong một kỷ địa chất nhất định. Trong băng hà học, kỳ băng hà thường được dùng để chỉ một giai đoạn của các dải băng ở bán cầu phía bắc và phía nam; theo cách định nghĩa đó chúng ta hiện vẫn đang ở trong một thời kỳ băng hà (bởi vì các dải băng Greenland và Nam Cực vẫn đang tồn tại). Nói một cách nôm na, khi nói về vài triệu năm gần đây, kỳ băng hà được dùng để chỉ những giai đoạn lạnh hơn khi các dải băng mở rộng ra toàn bộ lục địa Bắc Mỹ và Á-Âu: theo nghĩa này, thời kỳ băng hà cuối cùng đã kết thúc khoảng 10.000 năm trước. Bài viết này sẽ sử dụng thuật ngữ kỳ băng hà; và dùng thuật ngữ thời kỳ băng hà để chỉ các giai đoạn lạnh hơn trong những kỳ băng hà và thời kỳ gian băng cho những giai đoạn ấm hơn.
Nhiều giai đoạn băng hà đã xảy ra trong vài triệu năm gần đây, ban đầu với chu kỳ 40.000 năm nhưng gần đây là 100.000 năm. Những chu kỳ gần đây là được nghiên cứu kỹ lưỡng nhất. Đã có bốn kỷ băng hà chính trong quá khứ.

## Các kỳ băng hà chính

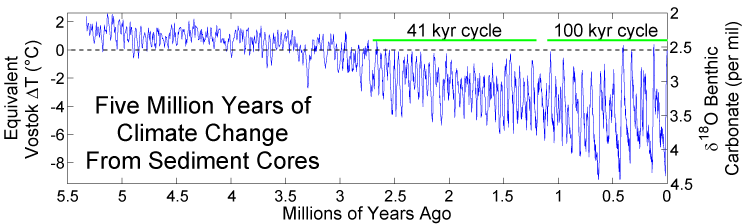
Lưu đồ trầm tích cho thấy sự dao động liên tục của băng giá và gian băng trong vài triệu năm qua.

## Các thời kỳ gian băng

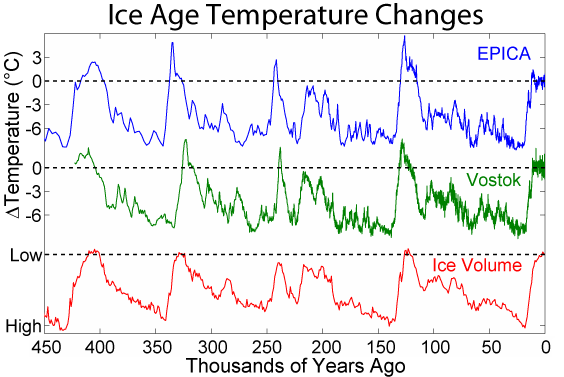
Thể hiện những hình mẫu nhiệt độ và khối lượng băng thay đổi ở những giai đoạn băng giá và băng gian gần đây

## Các nguyên nhân gây nên kỳ băng hà

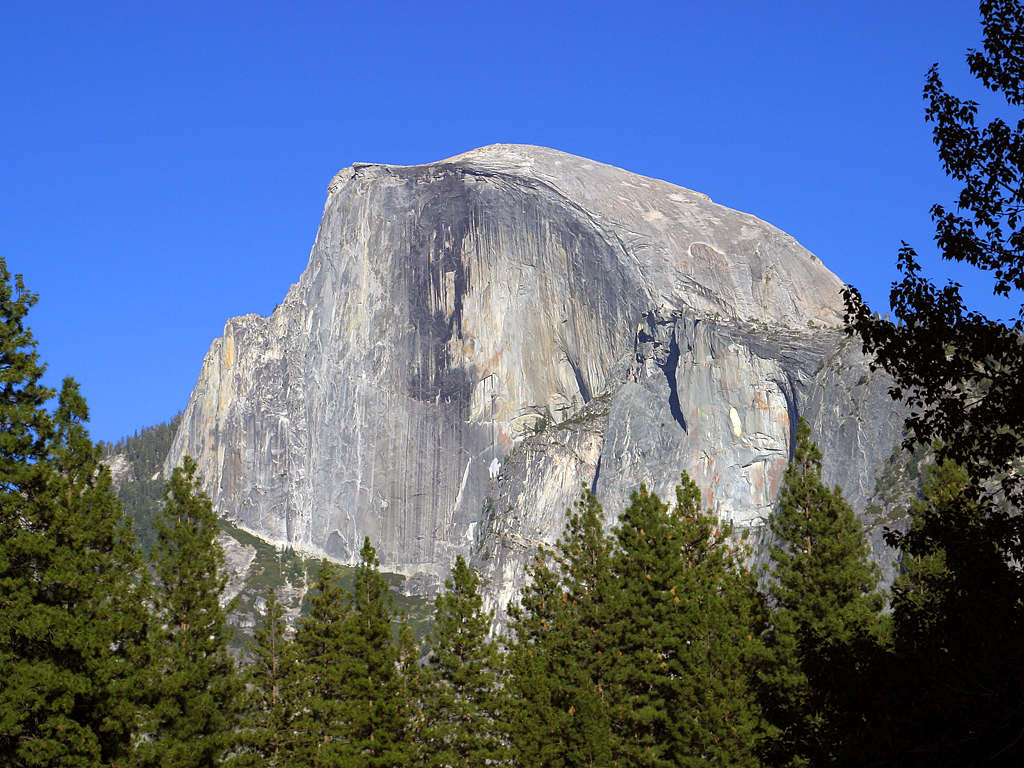
Một con sông băng đã biến mất một nửa mái vòm tại Thung lũng Yosemite.

## Các giai đoạn băng giá và băng gian gần đây

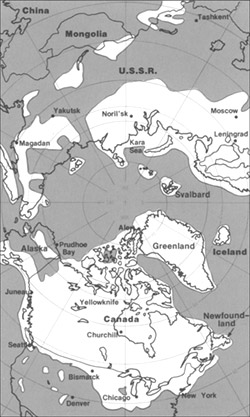
Giới hạn lớn nhất của băng hà tại vùng cực bắc ở kỷ Pleistocene